# 10645 Brač
10645 Brač è un asteroide della fascia principale. Scoperto nel 1999, presenta un'orbita caratterizzata da un semiasse maggiore pari a 2,6577557 UA e da un'eccentricità di 0,1825730, inclinata di 12,52032° rispetto all'eclittica.
L'asteroide è dedicato all'omonima isola della costa dalmata in Croazia.